# Zaretis itys
Espèce
Zaretis itys est une espèce d'insectes lépidoptères de la famille des Nymphalidae, de la sous-famille des Charaxinae et du genre Zaretis.

## Dénomination
- Zaretis itys a été décrit par l'entomologiste hollandais Pieter Cramer en 1777 sous le nom initial de Papilio itys[1].
- La localité type est le Surinam.

### Synonymie
- Papilio itys protonyme
- Anaea itys [2]

### Noms vernaculaires
Zaretis itys se nomme Papillon-feuille Zaretis en français et Itys Leafwing ou Variable Leafwing en anglais.

## Taxinomie
Sous-espèces 
- Zaretis itys itys; présent au Surinam et en Guyane.
- Zaretis itys itylus (Westwood, 1850); présent au Brésil[3].

Synonymie pour cette sous-espèce
Siderone itys itylus (Westwood, 1850)

## Description
Zaretis itys est un papillon d'une envergure de 55 mm à 57 mm, aux ailes antérieures à apex pointu et bord externe concave et aux ailes postérieures à angle anal très pointu. Le dessus est de couleur jaune orangé avec aux ailes antérieure l'apex et la marge de couleur marron.
Le revers est de deux couleurs de marron séparées par une ligne marron foncé ce qui mime le pétiole d'une feuille morte.

## Biologie

### Plantes hôtes
Les plantes hôtes de sa chenille sont des Casearia (Flacourtiaceae) et des Ryanea.

## Écologie et distribution
Zaretis itys est présent dans le sud du Mexique, en Équateur, en Bolivie, au Brésil, au Surinam et en Guyane,,,.

### Biotope
Zaretis itys réside dans la canopée des forêts tropicales humides.

### Protection
Pas de statut de protection particulier.